# Мелампод
Мелампод, Меламп (др.-греч. Μελάμπους «черноногий») — в древнегреческой мифологии сын царя Иолка Амифаона и Идомены (либо Амифаона и Аглаи), брат Бианта. Либо его мать Родопа выбросила его на высоком месте, и у него обгорели ноги, отчего он получил имя. Жрец, знавший язык зверей. Первым из смертных был наделен даром пророчества, первым стал возводить храмы в честь Диониса и разводить вино водой.
Когда жил у царя Полифонта, вскормил змеиных детенышей и стал понимать язык птиц. Первооткрыватель лечения с помощью трав и очищений. Встретился с Аполлоном на берегу Алфея и с тех пор стал лучшим прорицателем.
Получил от Филака в дар стадо коров, исцелив его сына Ификла. Согласно Гомеру, жил в Пилосе, затем удалился в Аргос.
Жил в Мессении, затем исцелил аргосских женщин и стал жить в Аргосе, получив две трети царства для себя и брата. Совершив очищение дев, бросил снадобья в реку Анигр, которая приобрела от них отвратительный запах. Средства очищения бросил в родник Клитория, воды которого отвращают от вина. Женился на дочери аргосского царя Прета. В другой версии, аргосского царя звали Анаксагор, и Мелампод женился на его сестре Ифианире. Имел двух сыновей: Антифата и Мантия.
Познакомил эллинов с именем Диониса, его культом и фаллическими шествиями. Согласно Стафилу, первым придумал смешивать вино с водой. Его облик у Нонна принимает Гера.
Святилище Мелампода в Эгосфенах в Мегариде. Воздвиг жертвенник Афине в Тегее.
«Как продемонстрировал Д. Фрэйм, в мифе о Меламподе ключевой является тема возвращения волов Солнца».
Меламподы ("черноногие") — это общепринятое для классической эпохи прозвище египтян. Поэтому рассказы о том, что Меламп якобы понимал язык птиц и насекомых, скорее всего, имеют африканское, а не эолийское происхождение.